# Collezione 2
Collezione 2 è un album raccolta del cantante italiano Marco Masini, pubblicato il 14 novembre 2002, ad un anno esatto dal precedente Collezione.

## Tracce
1. Lasciaminonmilasciare
2. Cenerentola innamorata
3. Il niente
4. L'amore sia con te
5. Vaffanculo
6. Fino a tutta la vita che c'è
7. Il giorno di Natale
8. Figlio della polvere
9. Meglio solo
10. Lungomare
11. Scimmie
12. Un piccolo Chopin
13. Paura d'amare
14. Dal buio